# Babia Skała
Babia Skała lub Babia – ostaniec wierzchowinowy wchodzący w skład grupy skał zwanych Ostańcami Jerzmanowickimi. Znajduje się w najwyższych partiach Wyżyny Olkuskiej, w miejscowości Jerzmanowice, w odległości ok. 1,1 km na południowy zachód od drogi krajowej nr 94. Wznosi się pomiędzy domami. 250 m od niej w południowo-zachodnim kierunku, wznosi się skała Sikorka.
Babia Skała, jak wszystkie Ostańce Jerzmanowickie zbudowana jest ze skał wapiennych. Znajduje się na terenie prywatnym. 14 stycznia 1993 r. była obiektem niezwykłego wydarzenia. Ludzie w Jerzmanowicach zobaczyli silny błysk światła, wkrótce po nim głośny i tępy huk. Błysk widoczny był nawet na rynku w Krakowie. W okolicy Babiej Skały w 30 domach uległy zniszczeniu włączone do prądu urządzenia elektryczne: żarówki, telewizory, lodówki, sprzęt AGD. Błysnęły światłem nawet nie włączone żarówki, a na metalowych krawędziach pojawiły się ognie św. Elma. Zaraz po wybuchu na domy, stodoły, garaże i pola zaczęły spadać bryły wapieni. Największe z nich miały rozmiar wiadra. Pękały szyby w oknach, eternit na dachach, a na polu od drobnych wapiennych okruchów zrobiło się biało. Większych okruchów wapiennych było kilkaset, drobnych tysiące. Od uderzenia odłupany został wierzchołek Babiej Skały, sama zaś skała została przeryta wieloma szczelinami, którymi energia szukała dojścia do ziemi. Przed uderzeniem świadkowie widzieli ognistą kulę lecącą w kierunku Babiej Skały.
Zdarzenie to badali naukowcy z Obserwatorium Astronomicznego UJ oraz z Akademii Górniczo-Hutniczej w Krakowie, pod kierunkiem prof. A. Maneckiego z Zakładu Mineralogii i Geochemii. Ich zdania były podzielone; niektórzy uważali, że w Babią Skałę uderzył piorun kulisty, inni, że meteoryt.
Babia Skała jest jednym z 41 pomników przyrody gminy Jerzmanowice-Przeginia (figuruje w rejestrze wojewódzkim pomników przyrody pod nr 10/23). Tereny te ze względu na piękno krajobrazu i walory przyrodnicze włączone zostały w obszar Parku Krajobrazowego Dolinki Krakowskie.